# لورا مسارو
لورا ماسارو (2 نوفمبر 1983)، لاعبة سكواش محترفة من إنجلترا.
وصلت للنهائيات في الألعاب الفردية 36 مرة وفازت في 16 مرة منهم، وحصلت على الذهبية في بطولة العالم المفتوحة مرة في ماليزيا 2013.

## مشاركتها في بطولة العالم المفتوحة

### البطلة 1 مرة، الوصيف مرتين
| النتيجة | السنة | المكان                 | المنافس      | النتيجة في النهائي           |
| الوصيف  | 2012  | غراند كايمن، جزر كايمن | نيكول دايفيد | 11–6, 11–8, 11–6             |
| البطلة  | 2013  | بينانغ، ماليزيا        | نور الشربيني | 11–7, 6–11, 11–9, 5–11, 11–9 |
| الوصيف  | 2015 ‏ | كوالالامبور، ماليزيا   | نور الشربيني | 6–11, 4–11, 11–3, 11–5, 11–8 |

## روابط خارجية
- لاورا مسارو على موقع الاتحاد الدولي لمحترفي الاسكواش (مؤرشف) (الإنجليزية)
- لاورا مسارو على موقع SquashInfo.com (الإنجليزية)
- لاورا مسارو على موقع اتحاد ألعاب الكومنولث (مؤرشف) (الإنجليزية)